# 秧馬

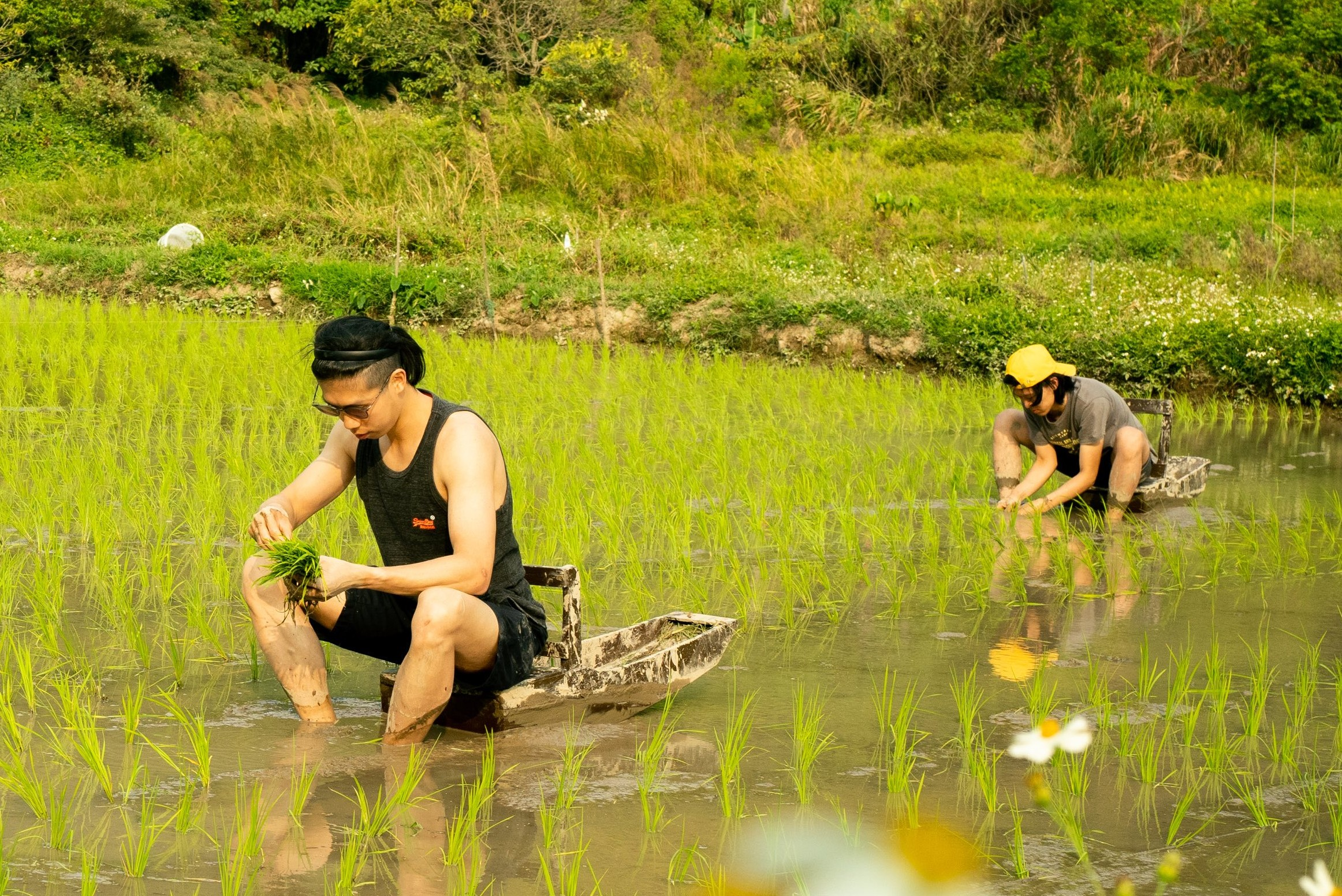
義工在香港二澳的稻田乘秧馬插秧

秧馬，是中国的一種農具，出現於宋代，蘇軾在武昌見到後，作歌《秧马歌引》：「予昔游武昌，见农夫皆骑秧马日行千畦，较之傴僂而作者劳佚相絶矣。」
這種農具用於插秧時給農夫乘坐，在水稻田泥地可以提高行進速度，減輕勞動強度，起到勞動保護的作用。